# Futuro dizionario d'America
Futuro dizionario d'America (The Future Dictionary of America) è un dizionario che ridisegna - secondo una visione satirica che passa in rassegna politica, economia, morale - il lessico praticato negli Stati Uniti d'America.
Il volume è stato pubblicato nel 2005 in USA e l'anno successivo in Italia. La versione in lingua italiana del volume è stata curata da Marco Cassini e Martina Testa, cui si deve - assieme ad altri - la traduzione del testo.

## Firme riflesse nel domani
Concepito dalla redazione che fa capo allo scrittore think tank statunitense Dave Eggers, fondatore della casa editrice McSweeney's, il dizionario è stato redatto con il contributo di diversi autori, inclusi musicisti e grafici, disegnatori e sceneggiatori di fumetti, come ad esempio Art Spiegelman e (con interventi pubblicati postumi) Saul Steinberg, per un impiego di circa duecento firme.
Fra i compilatori degli oltre mille lemmi che costituiscono il pamphlet - teso a dare visibilità al malcontento di parte del movimento culturale e letterario statunitense rispetto alla leadership politica USA all'alba del terzo millennio - figurano, fra i molti altri, scrittori come Stephen King, Jonathan Franzen, Paul Auster, Rick Moody, Joyce Carol Oates, Jeffrey Eugenides, tutti impegnati in un divertissment letterario che gioca con il futuro (guardando al presente e riflettendo sul passato prossimo). Il materiale è stato assemblato e curato nella composizione definitiva dallo stesso Eggers, insieme a Nicole Krauss e a Eli Horowitz e Jonathan Safran Foer.

## Argomenti

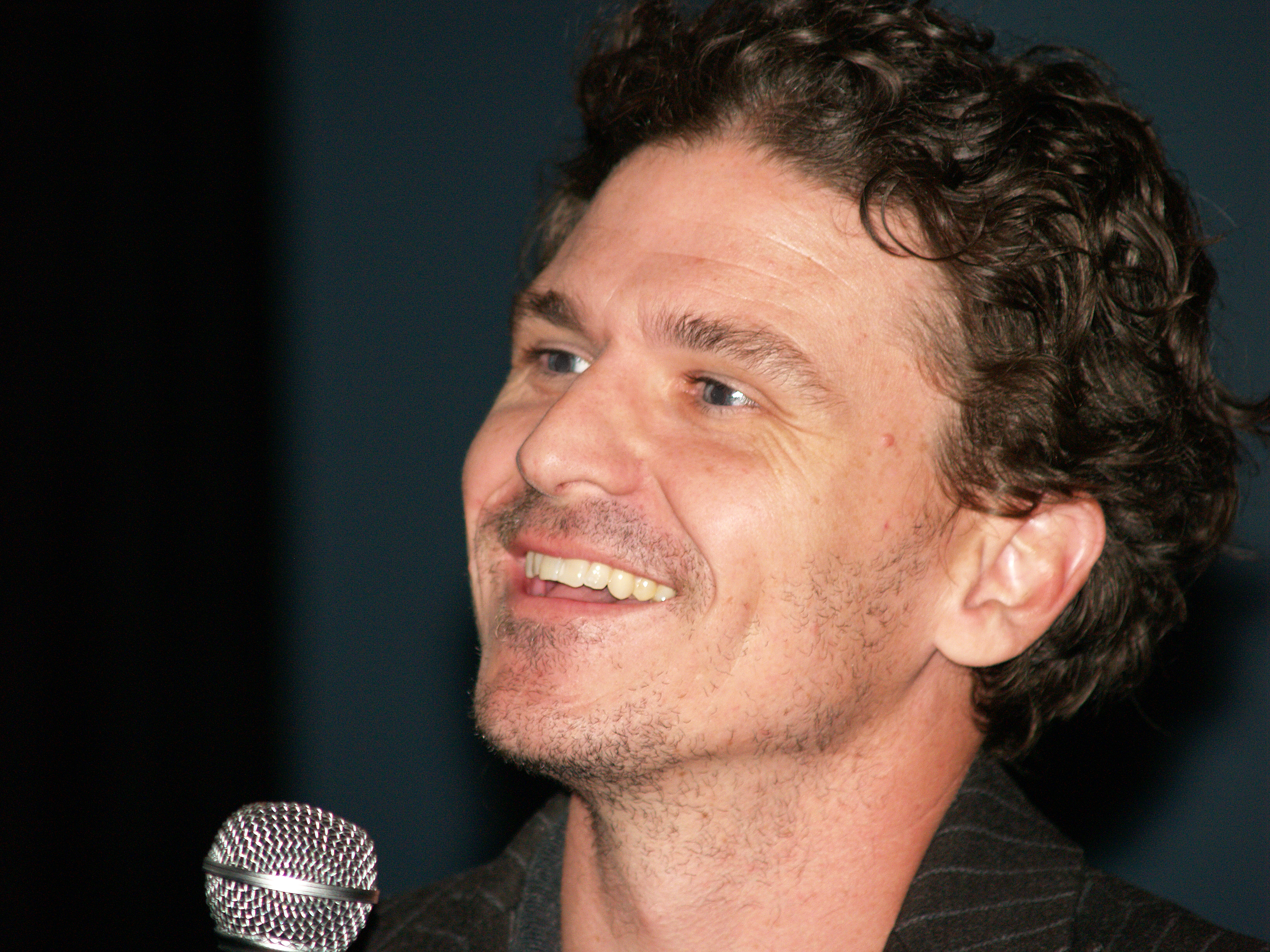
Dave Eggers, fondatore di McSweeney's, la casa editrice cult del Futuro dizionario d'America

Ad essere nel mirino, letteralmente dalla A alla Z, sono - agganciate ai numerosi personaggi politici e del mondo economico e scientifico che hanno contrassegnato la scena mondiale nell'ultimo decennio del XX secolo e nella prima del XXI secolo - le espressioni gergali (alcune delle quali di stile prettamente slang e, quindi, proprie della cultura statunitense piuttosto che di quella anglosassone in senso generale) che costituiscono il nuovo modo espressivo prettamente giovanile, basato su un maggior uso della contrazione delle parole e sull'unione di più termini di significato diverso.
Fra gli altri lemmi figurano, ad esempio, Hairlift (hair = capelli + airlift = ponte aereo) che sta a indicare un programma internazionale per il trasporto aereo e la distribuzione di prodotti per capelli a dittatori, generali e leader di governo di tutto il mondo mal pettinati; o Adgasm (advertisement = annuncio pubblicitario + orgasm = orgasmo) che qualifica la specifica strategia pubblicitaria ben conosciuta da chi soffre di compulsione all'acquisto e che porta a confondere desiderio virtuale e reale necessità.

## Damnatio memoriae "au contraire"
Riguardo alle personalità politiche, sono citati il presidente degli Stati Uniti d'America in carica al momento della pubblicazione del libro - George W. Bush - ed esponenti del suo staff.
Nel tentativo di dare vita ad una damnatio memoriae al contrario, Bush (cespuglio in lingua inglese) è semplicemente un Arbusto velenoso di una specie estinta (la tagliente definizione è di Paul Auster) e Bushwack - Bush + wack = percuotere - il sillogismo che indica il rimuovere dalla carica un funzionario pubblico che ha male rappresentato il suo paese, mentre Condoleese - esplicito riferimento al segretario di Stato in carica Condoleezza Rice - andrà ricordato come il dialetto americano dalla pronuncia molto accurata e dal lessico specialistico teso principalmente a trarre in inganno l'uditorio (ma Rice ha altre due occorrenze: l'esplicito Condeelusion e il composto Condeelesy = Condoleezza + cheesy, termine che non ha nulla a che fare con il formaggio ma indica in gergo chi è forzatamente burroso fino ad assumere un atteggiamento ipocrita).
I servizi pubblici, croce e delizia ad ogni latitudine, non potevano restare esterni ad un Dizionario proiettato nel futuro in grado di prefigurare nel 2013 un governatore dello Stato della California con le vesti di Angelina Jolie in grado di istituire un Pubic transportation: ovvero un sistema a navetta ad alimentazione elettrica con nudiste. Disincentiverà - si dice - l'uso delle autovetture private nell'area della grande Los Angeles.
Lo scrittore di fantascienza Kurt Vonnegut, scomparso nell'aprile del 2007, ha fatto in tempo ad occuparsi di Donald Rumsfeld, dal 2001 al 2006 segretario alla Difesa USA: il cui lemma (One that can stomach casualties) si appoggia ad un evidente doppiosenso in termini di interpretazione, tale da essere riferibile - letteralmente - a una persona capace di digerire disastri ma anche a qualcuno in grado di tollerare senza difficoltà l'ingestione di vittime.
Il dizionario prende in esame anche personalità europee, come nel caso del lemma Bliair (Blair + liar = bugiardo), riferito al premier laburista britannico degli anni novanta-duemila Tony Blair, indicato nel testo come uno che intrattiene un rapporto conflittuale con la verità.
Per Paul Muldoon - poeta nordirlandese la cui opera è caratterizzata da allusioni ed un uso arcaico della parola - un termine sicuramente da salvare è Chiraqui (da pronunciarsi shee-rak'-ee), sostantivo che prende il nome da Jacques Chirac e Iraqi: viene indicizzato nel dizionario come termine usato per definire chiunque abbia manifestato in passato sentimenti anti-Bush, in particolare funzionari di grado elevato dell'amministrazione francese.

## Dall"Effetto Cheney" al Nadir
Sorta di florilegio, il dizionario-saggio umoristico tocca temi complessi - sebbene in taluni casi rivolti alle sole ottica e orbita statunitense - affidandoli a penne acuminate di giovani e meno giovani scrittori illustri. Il premio Pulitzer Jeffrey Eugenides conia con un giro di parole un'inedita definizione di Effetto Cheney, laddove il vicepresidente Dick Cheney è associato a manifestazioni di cambio di personalità a causa di un trapianto di organi, generalmente il cuore.

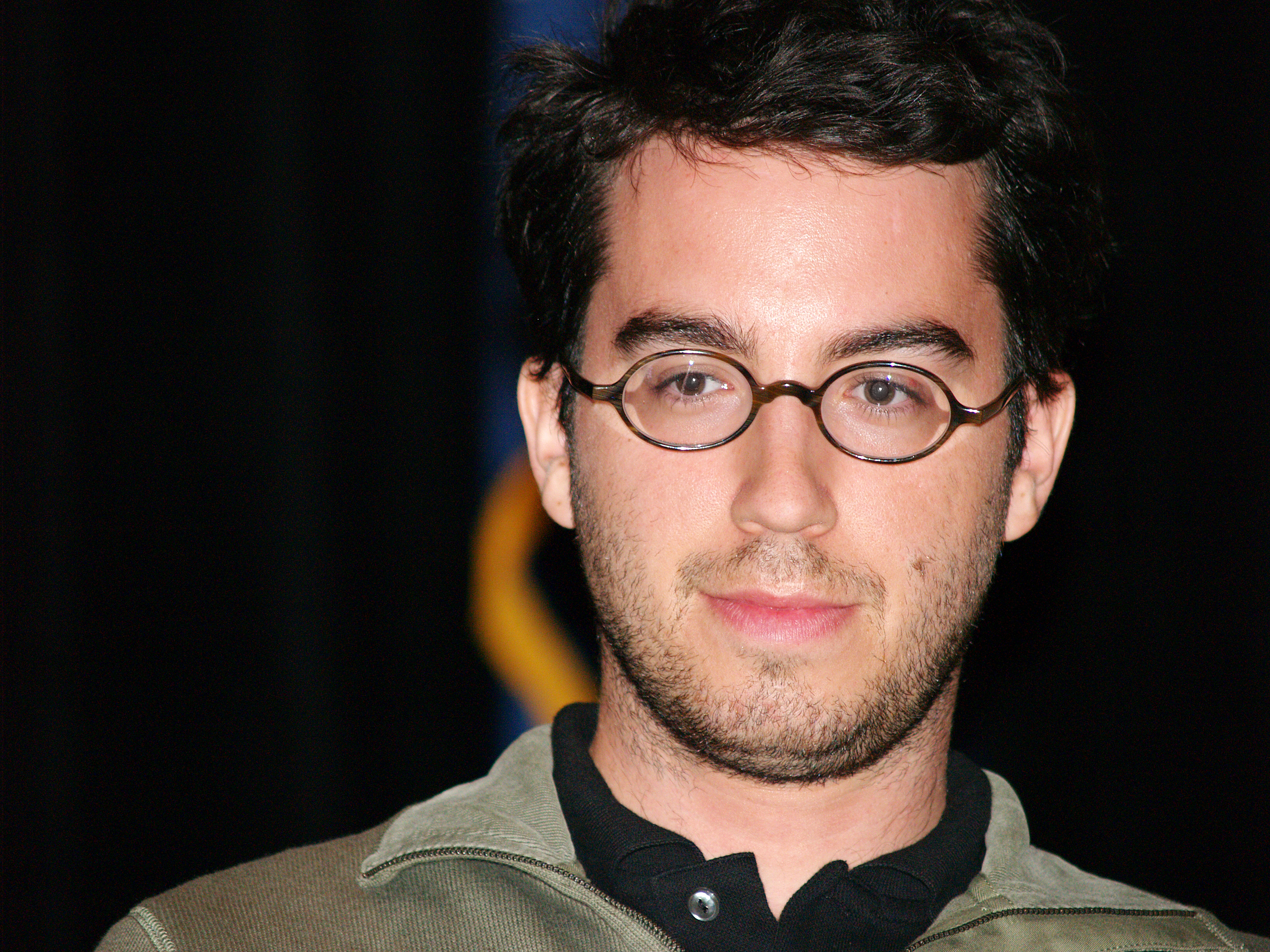
Jonathan Safran Foer, uno dei curatori del Dizionario

Ma non sono risparmiate frecciate neppure alle ali più progressiste della politica statunitense (Ralph Nader, capo del movimento dei Verdi in USA a parere di Art Spiegelman può essere descritto attraverso il vocabolo Ralphnadir, ovvero al punto di più basso - equivalente al Nadir astronomico - di ogni processo).
L'attualità e temi etici come l'eutanasia o l'autodeterminazione in rapporto al suicidio passano attraverso visioni senza tempo e perciò sempre praticabili, anche nel futuro. Così Death (uno dei lemmi affidati a Safran Foer) dà conto di come la morte sia stata definitivamente sconfitta e di come l'ultimo individuo che tenta di suicidarsi venga continuamente riportato in vita da medici zelanti che gli ricordano che "non c'è bisogno di morire".
Mentre nella visione contemporaneo-futuribile la crociata (vedi alla voce Crusade) è solo un termine razzista di ampia diffusione, inviso alla maggior parte della popolazione musulmana mondiale e di conseguenza da evitare nelle conversazioni educate.
Corredano il volume un saggio finale dal titolo Tacchino Freddo che si esprime contro la guerra in genere, a firma di Kurt Vonnegut, e - limitatamente all'edizione originale in lingua inglese - un CD con incluse canzoni di Tom Waits, David Byrne, R.E.M., Ok Go, Bright Eyes, Yeah Yeah Yeahs, blink-182, Death Cab for Cutie, Sleater-Kinney e Jimmy Eat World.

## Edizioni
- Futuro dizionario d'America, traduzione di Martina Testa, collana Varia, Isbn Edizioni, 2006,  p. 240, ISBN 88-7638-022-1.